# 塞巴斯蒂安·舍尼
塞巴斯蒂安·舍尼（法語：Sébastien Chenu，發音：[sebastjɛ̃ ʃəny]；1973年4月13日—），法国政治人物，国民联盟党员，自2016年起担任上法兰西大区议会议员，自2017年起担任国民议会北部省第19选区议员。此前它于2001年-2014年担任博韦西城市圈公共社区副主席及博韦副市长（adjoint au maire），2022年-2024年担任法国国民议会副主席。
作为已出櫃的同性恋者，舍尼于2002年创立了政治派别GayLib，该组织自创立之初至2013年隶属于人民運動聯盟，2013年-2018年隶属于民主人士和独立人士联盟，自2018年起隶属于激進黨。在人民运动联盟试图废除允许同性婚姻的《第2013-404号法律》后，舍尼转投国民阵线，声称人民运动联盟已成为“法国茶党”。